# Svenska inomhusmästerskapen i friidrott 2012
Svenska inomhusmästerskapen i friidrott 2012 var uppdelat i  
- "Stora Inne-SM" den 18  och 19 februari i Tybblelundshallen i Örebro samt
- "Inne-SM Mångkamp" den 10 och 11 mars i Frölundahallen i Göteborg.

Tävlingen var det 47:e svenska inomhusmästerskapet.

## Medaljörer, resultat

### Herrar
| Gren                  | Guld               | Guld                                                      | Guld    | Silver            | Silver                                                                  | Silver  | Brons              | Brons           | Brons   |
| 60 meter              | Tom Kling-Baptiste | Huddinge AIS                                              | 6,85    | Nil de Oliveira   | Spårvägens FK                                                           | 6,89    | Benjamin Olsson    | IFK Helsingborg | 6,93    |
| 200 meter             | Tom Kling-Baptiste | Huddinge AIS                                              | 21,45   | Nil de Oliveira   | Spårvägens FK                                                           | 21,50   | Carl Armfelt       | Spårvägens FK   | 22,22   |
| 400 meter             | Johan Wissman      | IFK Helsingborg                                           | 47,08   | Johan Eriksson    | Turebergs FK                                                            | 48,95   | Patrik Sjöö        | Hässelby SK     | 49,92   |
| 800 meter             | Johan Svensson     | Spårvägens FK                                             | 1.51,89 | Karim Mohammadi   | Spårvägens FK                                                           | 1.52,46 | Rickard Gunnarsson | Hässelby SK     | 1.52,57 |
| 1 500 meter           | Nacerddine Hallil  | Hässelby SK                                               | 3.50,70 | Johan Walldén     | Gefle IF                                                                | 3.50,78 | Elmar Engholm      | Hässelby SK     | 3.54,17 |
| 3 000 meter           | Adil Bouafif       | Hässelby SK                                               | 8.13,87 | Jerker Lysell     | Rehns BK                                                                | 8.17,79 | Fredrik Uhrbom     | Spårvägens FK   | 8.23,30 |
| 60 meter häck         | Alexander Brorsson | IFK Växjö                                                 | 7,88    | Marwin Tay        | Spårvägens FK                                                           | 7,95    | Philip Nossmy      | Malmö AI        | 7,99    |
| 4 x 200 meter         | Spårvägens FK      | André Drummond, Carl Armfelt, Marvin Tay, Nil de Oliveira | 1.27,83 | IF Göta           | Fredrik Johansson, Joakim Djuvfeldt, Christian Sjöberg, Mathieu Nilsson | 1.30,26 | -                  | -               | -       |
| Höjdhopp              | Mehdi Alkhatib     | Hammarby IF                                               | 2,15    | Emil Svensson     | Örgryte IS                                                              | 2,15    | Jakob Thorvaldsson | IFK Lidingö     | 2,09    |
| Stavhopp              | Simon Gyllensten   | IF Kville                                                 | 5,25    | Gustaf Hultgren   | Örgryte IS                                                              | 5,03    | Erik Thorstensson  | Spårvägens FK   | 4,92    |
| Längdhopp             | Michel Tornéus     | Hammarby IF                                               | 7,85    | Mattias Sunneborn | Spårvägens FK                                                           | 7,39    | Andreas Otterling  | KFUM Örebro     | 7,36    |
| Tresteg               | Daniel Lennartsson | Örgryte IS                                                | 15,62   | Anton Andersson   | Örgryte IS                                                              | 15,47   | Sebastian Ekstrand | Öresunds FK     | 15,17   |
| Kula                  | Niklas Arrhenius   | Spårvägens FK                                             | 19,26   | Leif Arrhenius    | Spårvägens FK                                                           | 18,88   | Mats Olsson        | Hässelby SK     | 18,02   |
| Viktkastning 15,88 kg | Mattias Jons       | Hässelby SK                                               | 22,27   | Elias Håkansson   | Spårvägens FK                                                           | 19,59   | Robert Alneroth    | Gefle IF        | 19,57   |
| Sjukamp               | Fabian Rosenquist  | GoIF Tjalve                                               | 5 645   | Adam Chiguer      | Huddinge AIS                                                            | 5 129   | Rasmus Olofsson    | Hässelby SK     | 5 050   |

### Damer
| Gren                 | Guld                | Guld                                                           | Guld    | Silver              | Silver                                                            | Silver  | Brons               | Brons                                                                   | Brons   |
| 60 meter             | Caroline Sandsjoe   | IF Göta                                                        | 7,47    | Lena Berntsson      | Ullevi FK                                                         | 7,49    | Elin Östlund        | KFUM Örebro                                                             | 7,52    |
| 200 meter            | Pernilla Nilsson    | IFK Trelleborg                                                 | 24,57   | Elin Östlund        | KFUM Örebro                                                       | 24,63   | Gladys Bamane       | Spårvägens FK                                                           | 24,84   |
| 400 meter            | Moa Hjelmer         | Spårvägens FK                                                  | 53,02   | Josefin Magnusson   | Malmö AI                                                          | 53,30   | Emilia Granqvist    | Östersunds GIF                                                          | 55,64   |
| 800 meter            | Viktoria Tegenfeldt | IFK Umeå                                                       | 2.08,06 | Lisa Forsberg       | Spårvägens FK                                                     | 2.08,38 | Lovisa Lindh        | Ullevi FK                                                               | 2.08,42 |
| 1 500 meter          | Meraf Bahta         | Hälle IF                                                       | 4.28,52 | Viktoria Tegenfeldt | IFK Umeå                                                          | 4.28,76 | Charlotte Schönbeck | IFK Lidingö                                                             | 4.31,44 |
| 3 000 meter          | Meraf Bahta         | Hälle IF                                                       | 9.36,59 | Linn Nilsson        | Hälle IF                                                          | 9.36,89 | Hanna Bartholomew   | Hässelby SK                                                             | 9.39,59 |
| 60 meter häck        | Caroline Lundahl    | KA 2 IF                                                        | 8,40    | Ellinore Hallin     | IFK Växjö                                                         | 8,46    | Emma Tuvesson       | IFK Helsingborg                                                         | 8,55    |
| 4 x 200 meter        | Spårvägens FK       | Marie Sunnerfors, Felicia Berglind, Gladys Bamane, Moa Hjelmer | 1.38,25 | Malmö AI            | Nina Runvik, Pernilla Tornemark, Josefin Magnusson, Daniella Busk | 1.39,49 | IFK Lidingö         | Therese Jernbeck, Isabelle Eriksson, Maria Gustafsson, Hanna Adriansson | 1.41,03 |
| Höjdhopp             | Ebba Jungmark       | Mölndals AIK                                                   | 1,95    | Emma Green Tregaro  | Örgryte IS                                                        | 1,95    | My Nordström        | IK Norrköping FI                                                        | 1,80    |
| Stavhopp             | Malin Dahlström     | Ullevi FK                                                      | 4,23    | Michaela Meijer     | Örgryte IS                                                        | 4,13    | Fanny Berglund      | Göteborgs KIK                                                           | 4,08    |
| Längdhopp            | Erica Jarder        | Spårvägens FK                                                  | 6,24    | Malin Olsson        | Malmö AI                                                          | 6,10    | Linda Bergh         | Hässelby SK                                                             | 6,03    |
| Tresteg              | Lynn Johnson        | Ullevi FK                                                      | 13,23   | Angelica Ström      | Gefle IF                                                          | 12,86   | Sofia Nilsson       | Gefle IF                                                                | 12,29   |
| Kula                 | Helena Engman       | Riviera FI                                                     | 16,79   | Catarina Andersson  | Hässelby SK                                                       | 15,20   | Jessica Samuelsson  | Hässelby SK                                                             | 14,55   |
| Viktkastning 9,08 kg | Eleni Larsson       | Huddinge AIS                                                   | 18,80   | Karolina Pedersen   | Ullevi FK                                                         | 18,42   | Elinor Forssander   | Ullevi FK                                                               | 18,39   |
| Femkamp              | Martina Salander    | Fredrikshofs FI                                                | 4 138   | Sabina Sandberg     | Spårvägens FK                                                     | 3 545   | Farydah Inoussa     | Hässelby SK                                                             | 3 531   |

### Fotnoter
1. 1 2 3 4 5 6 7 8 9 10 11 12 13 14 15 16 17 18 19 20 21 22 23 24 25 26 27 28  ”Stora inne-SM 2012, resultat”. trackandfield.se. Arkiverad från originalet den 4 mars 2016. https://web.archive.org/web/20160304224853/http://www.trackandfield.se/Resultat/2012/120218_19.htm. Läst 19 juli 2012.
2. 1 2  ”Inne-SM mångkamp 2012, resultat”. trackandfield.se. http://www.trackandfield.se/Resultat/2012/120310_11.htm. Läst 31 mars 2015.
3. ↑  ”Namnger SM-tvåa mångkamp herrar; indikerar korrekt ansats i artikeln”. huddingeais.se. Arkiverad från originalet den 31 mars 2015. https://archive.today/20150331165659/http://www.huddingeais.se/nyhetsarkiv/2012/mars-18145188. Läst 31 mars 2015.
4. ↑  ”Namnger SM-tvåa mångkamp damer; indikerar korrekt ansats i artikeln”. sparvagenfriidrott.se. http://www.sparvagenfriidrott.se/nyheter/1975. Läst 31 mars 2015.
5. ↑  ”Bilder på bronsmedaljörer senior-SM mångkamp; indikerar korrekt ansats för SM-treor herrar och damer i artikeln”. triciclo.se. Arkiverad från originalet den 2 april 2015. https://web.archive.org/web/20150402135713/http://hsk.triciclo.se/BildArkiv/bildarkiv2.asp?PicGalleryId=170. Läst 31 mars 2015.